# Щасний Сергій Михайлович
Сергі́й Миха́йлович Ща́сний (1875, Петербург — 1943) — український лікар, мікробіолог й епідеміолог.

## Біографія
Народився у Петербурзі. 1899 року закінчив медичний факультет Київського університету. Працював при кафедрах загальної патології Київського університету (у 1899–1901 роках) та Одеського університету (у 1901–1914 роках).
1910 року брав участь у боротьбі з чумою в Одесі. У 1918 р. — завідувач протичумною лабораторією Одеського порту.
Директор Одеської бактеріологічної станції, яку реорганізував і значно поширив у ній виробництво вакцин та сироваток (1919–1928). Одночасно професор Одеського хіміко-фармацевтичного інституту (у 1919–1921 роках) та Одеського медичного інституту (у 1921–1928 роках). У 1924 організовує «Одеський чумний центр» для попередження завозу чуми через Одесу та інші порти Чорного моря.
Директор Севастопольського інституту експериментальної медицини (від 1928 року) та завідувач кафедри мікробіології Кримського медичного інституту (у 1930–1943 роках).
Під час німецько-радянської війни був в евакуації разом з кафедрою в Казахстані. Там у 1943 році вів боротьбу проти епідемічного висипного тифу, захворів на нього й помер.

## Наукова діяльність
Тематика його наукової діяльності була актуальної й різнобічною. Розробляв методи профілактики туберкульозу й ботулізму, запропонував методи попереджувальних щеплень проти холери й сказу.
Автор понад 50 праць з питань анафілаксії, імунології, епідеміології та профілактики інфекційних хвороб, зокрема підручника «Бактеріологія при інфекційних хворобах» (1912).